# コーリ (ラティーナ県)
コーリ（伊: Cori）は、イタリア共和国ラツィオ州ラティーナ県にある、人口約10,000人の基礎自治体（コムーネ）。

## 地理

### 位置・広がり

#### 隣接コムーネ
隣接するコムーネは以下の通り。括弧内のRMはローマ県所属を示す。
- アルテーナ (RM)
- チステルナ・ディ・ラティーナ
- ラリアーノ (RM)
- モンテラーニコ (RM)
- ノルマ
- ロッカ・マッシマ
- セーニ (RM)

### 気候分類・地震分類
コーリにおけるイタリアの気候分類 (it) および度日は、zona D, 1781 GGである。
また、イタリアの地震リスク階級 (it) では、zona 2B (sismicità media) に分類される。

## 行政
- 広域行政組織である山岳部共同体（イタリア語版）「モンティ・レピーニ・アウソニ山岳部共同体」 (it:Comunità montana dei Monti Lepini Ausoni) （事務所所在地: プリヴェルノ）に属する。

## 姉妹都市
- Pefki、ギリシャ
- オシフィエンチム、ポーランド - 2016年